# さとちん
さとちん（10月12日生まれ）は新潟県を拠点に活動しているラジオパーソナリティ・ローカルタレントである。新潟県見附市出身。年齢は非公表で、永遠の28才と自称している:64。キャッチコピーは「ほうれい線は恋の落とし穴」。現在はLGBTQであることを公表している。

## 来歴
サラリーマン家庭の長男として生まれ、郷ひろみに憧れて幼い頃からアイドル歌手を夢見ていた。高校卒業後に反対する両親を1年かけて説得して上京する。
平尾昌晃ミュージックスクール・東京アナウンスアカデミーに通い:66、アルバイトをしながらオーディションを受けていた。バラエティタレントへの誘いもあったがアイドル歌手を目指し続ける。
FMヨコハマやテレビ東京などのCMナレーションを担当したのち、オールディーズバンドを結成しボーカルを勤める。
父親が亡くなったことを機に地元に戻り、1998年に放送が開始された燕三条エフエム放送（ラヂオは〜と）の立ち上げメンバーとして参加、2000年、同局で「演歌ごめんなすって！」のラジオパーソナリティを本名（現在は非公開）で始める:66。燕三条エフエム放送では現在でも年配リスナー向けに毎週平日9時から11時まで放送している音楽番組「燕三条系さとちん電波」のDJを務めている。
2007年、長岡移動電話システム（FMながおか）にて「さとちんの縁側日記」を放送開始。番組内で、共演者が内面からにじみ出る「女性らしさ」を話題にし始め、番組内で「おネエ言葉」を使うようになり、共演者との掛け合いとの中で徐々にキャラをその方向に変更してゆく。
現在は新潟県のケーブルテレビ局エヌ・シィ・ティとFMながおかで同時放送されている番組「さとちん★ぴろんの縁側日記ウォッチング」に出演、BSNラジオ「工藤淳之介 3時のカルテット」にて水曜日のラジオパートナーを担当するなど、新潟県内のテレビ番組やラジオ番組を中心に活躍する他、番組のDJ仲間でCDを出したり地元の大衆演劇に出演するなどの挑戦も続けている。

## 三条市議による不適切発言
2016年、三条市議会議員が市議会において、ラヂオは～との番組に市の予算を出していることを問題視する発言の中で「おかま（の出ている番組）を支援する必要は無い」との問題発言をした。市議は後に不適切として発言を撤回したが、この件に関して取材を受けている。
朝日新聞の取材に対しては、「『男性だから』『女性だから』という区別はもうこの時代、古いのではないですか」と考えており、三条市議とは「お互い歩み寄って話し合いをすれば、『さとちんって外見はああいう格好をしているけど実はよいやつ』と感じてもらえることもあるかも」と答えている。
当時新潟市長であった篠田昭は定例会見において「LGBTについては今、こういうことをやってはいけない、こういうふうにしていくべきだという国際標準の方向性がかなり見えてきている。国際都市を標榜する新潟として国際的な基準に合わせていく必要がある」「（さとちんを巡って）おいでいただけるということならば、お話を聞いて偏見、差別の状況などを確認していきたい」と述べている。また、当時三条市長であった国定勇人は「さとちんさんがにぎわいを創り出し、見せてくれた」と評価している。

## 出演

### ラジオ
- 燕三条系さとちん電波（ラヂオは～と）
- ドコモで昼ラジ～☆（ラヂオは～と）
- さとちん★ぴろんの縁側日記（FMながおか）
- 工藤淳之介 3時のカルテット（BSNラジオ） - 水曜日パートナー

### テレビ
- さとちん★ぴろんの縁側日記ウォッチング（エヌ・シィ・ティ）
- まるどりっ!UP（新潟テレビ21） - レギュラー
- なじラテ。（BSNテレビ） - 不定期ゲスト

### 映画
- 『手のひらの幸せ』[15] - かとうまこと役

## 楽曲
- さとちん電波隊『僕らのレディオ』[16]